# Gulli Petrini
Gulli Charlotta Petrini (Estocolm, 30 de setembre de 1867 - ibídem, 8 d'abril de 1941) va ser una física, escriptora, suffragette, activista pels drets de les dones i política sueca. Va ser la presidenta de la branca local de la Landsföreningen för kvinnans politiska rösträtt (Associació Nacional per al Sufragi de les Dones) de Växjö en els anys 1903-1914, i a Estocolm en els anys 1914-1921. A més va formar part de l'ajuntament de Växjö a favor dels liberals en els anys 1910 a 1914.

## Biografia
Gulli Petrini era filla de Carl Jacob Rossander i Emma María Godenius. Es va graduar en la Wallinska skolan l'any 1887, i va aconseguir el doctorat (philosophiæ doctor) a la Universitat d'Uppsala l'any 1901. L'any següent (1902) es va casar amb un altre estudiant i company seu, Henrik Petrini. Va treballar com a professora a l'escola d'educació secundària per a dones de Växjö entre 1902 i 1906, i com a professora en diferents escoles per a noies a Estocolm entre els anys 1914 i 1931.
Petrini es va interessar pel moviment feminista mentre estudiava a la Universitat d'Uppsala en els anys noranta del s. XIX, on a més solia freqüentar el cercle radical d'Ann-Margret Holmgren. El seu interès per aquest moviment es va veure inspirat en la seva vida privada, la qual no va ser convencional. Ajudada per un pare progressista, va assistir a la universitat tot i que era una cosa controvertida per a una dona de l'època. També va ser una professional malgrat contreure matrimoni en un període en el qual la societat no considerava que les dones casades haguessin de mantenir-se per compte propi. Es va involucrar activament en la política l'any 1904, després d'allistar-se en la branca local de la Landsföreningen för kvinnans politiska rösträtt a Växjö, i aviat es convertiria en una figura prominent en el moviment pel sufragi femení a Suècia.

## Vegeu
- Feminisme
- Suffragette